# Karel Gržan
Karel Gržan, slovenski rimskokatoliški duhovnik, pisatelj, publicist, scenarist, * 1958, Celje.

## Življenjepis
Karel Gržan se je rodil leta 1958 v Celju. Po končani Srednji gradbeni tehniški šoli je vstopil v red bratov kapucinov. Diplomiral je na Teološki fakulteti v Ljubljani (1984) in bil leta 1985 posvečen v duhovnika. Dve leti za tem je opravil magistrski študij. Leta 2003 je bil na Filozofski fakulteti v Ljubljani promoviran v doktorja znanosti s področja literarnih ved.
Poleg opravljanja svojega poklica in pisanja se je ukvarjal tudi s problematiko zasvojenosti. Leta 1997 je na Razborju pod Lisco ustanovil Don Pierinovo komuno za dekleta, prvo in edino tovrstno dekliško skupnost v Sloveniji. Kmalu za tem je dal pobudo za ustanovitev društva, ki povezuje zdravljene odvisnike s končanim programom v pomoč tistim, ki so še zasvojeni. V letu 2004 je vodil pripravo za odprtje prve skupnosti za pomoč odvisnikom v Pomurju. Zanimajo ga različna področja, med drugim tudi zgodovina. Leta 2004 je sprejel v soupravo Župnijo Jurklošter. Tam je v starodavnih ostankih kartuzije s pomočjo strokovnjakov odkril pomenljive pomnike, med drugim tudi podstavek grobnice - zelo verjetno mesto pokopa Veronike Deseniške, skrivno  knjižnico... Njegovo najpomembnejše odkritje v dolini Gračnice pa so številna doslej neznana gradišča, ki so umeščena v prostor po zvezdnih koordinatah. O omenjeni tematiki govori tudi njegova knjiga V znamenju Oriona.

## Ustvarjanje
Poleg pisanja o problemskih tematikah in stiskah sodobnega človeka piše knjige za otroke, mladino in odrasle, in sicer (romane, kratko prozo), ljudske igre, televizijske scenarije. Redno piše članke za revijo Ognjišče in otroško revijo Mavrica, občasno piše za razna glasila, zbornike, lokalne časopise. Tri njegove knjige (Ali si upaš?, V objemu ljubezni, Živeti je priložnost) so uvrščene v seznam za Slomškovo bralno priznanje. Sodeluje tudi v radijskih oddajah na Radiu Ognjišče. Je gost na številnih okroglih mizah, predavanjih po šolah, kulturnih domovih in drugih ustanovah.

### Knjige za otroke in mladino
- Mavrični angel,1998
- Pastirček Lovrenc, 2002
- Kljub vsemu, živeti je lepo! : iz zapiskov srečanj mladih prijateljev : mladim, 2004
- V objemu ljubezni : o zakramentih srca in duha v zgodbah življenja za male in velike otroke, 2005
- Ali si upaš?, 2006
- Friderik in Veronika, 2006
- Misli mladosti : kljub vsemu živeti je lepo!: praznujmo dan, ki nam je dan! : dobra misel za vsaki dan, 2007
- Ana praznuje božič, 2008
- Zgodba o zlati harfi, 2008
- Iščemo vrednote, 2011
- Jaz, Čarli Čeplin : kaplan Karli v smešnih prigodah svojega življenja, 2017

### Knjige za odrasle
- Sv. Klara Asiška: šmarnice ob 800-letnici njenega rojstva, 1994
- Sveti Anton Padovanski: šmarnice ob 800-letnici rojstva, 1995
- Prekinjeno življenje: samomorilnost na Slovenskem, 1999
- V svetu omame: droga na Slovenskem, 1999
- Da, življenje : ob 10. obletnici prvega materinskega doma Zavoda Pelikan - Karitas in Tednu Karitas, 2000
- Stiske slovenskih družin, 2000
- 2 X 3 in še nekaj za družinsko srečo, 2000
- Na pragu večnosti, 2001
- Ne me --- : slovenski šolski sistem, 2001
- Globoko v meni pesem zvonov, 2004
- Zgodba o zlati harfi, 2004
- Skrivnosti starodavne kartuzije : med zgodovinskimi pomniki v Jurkloštru, 2006
- Sto duhovnikov, redovnic in redovnikov na Slovenskem (soavtor Igor Grdina), 2006
- V priužitek odraščanju, 2007
- Za dobro doto, 2007
- V znamenju Oriona, 2008
- Živeti je priložnost, 2008
- Zakramenti so življenje, 2009
- Za radost bivanja, 2010
- Harmonije življenja : šmarnice za odrasle za leto 2010, 2010
- Le kaj počne Bog v nebesih, ko je na zemlji toliko trpečih?, 2013
- Vstanimo, v suženjstvo zakleti! (1. zvezek) : Stop smrtonosni igri polov, 2016
- Vstanimo, v suženjstvo zakleti! (2. zvezek) : Izstop iz smrtonosne igre polov, 2017
- Zmagovita ljubezen : Izidor Završnik - slovenski Maksimiljan Kolbe : ob 100-letnici rojstva, 1917-2017, 2017
- 95 tez, pribitih na vrata svetišča kapitalizma za osvoboditev od zajedavskega hrematizma : ob 500. obletnici reformacije, 2017

### Ljudska igra
- Razborski pasjon, 2003